# Adolescent's Orquesta
Adolescent’s Orquesta (también conocido como Adolescentes Orquesta o simplemente Adolescentes) es una orquesta de salsa venezolana fundada en 1993 por Porfi Baloa.

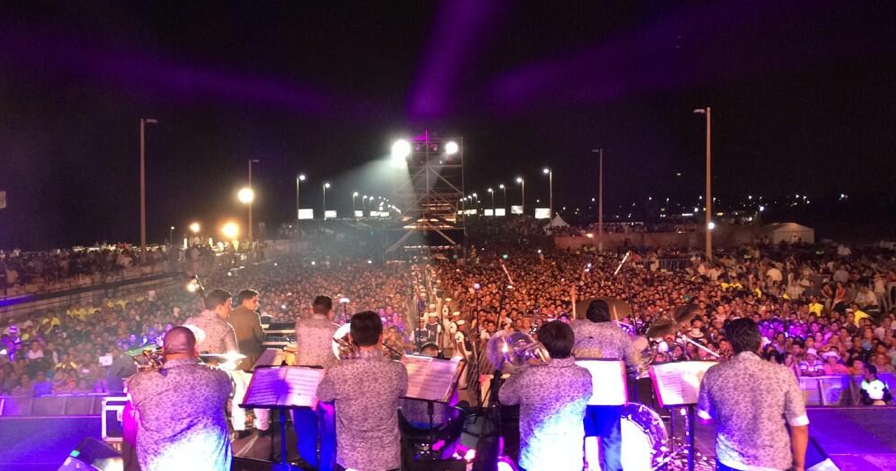
Los Adolescentes en una presentación en México (2016).

En 1994, Los Adolescentes lanza al mercado su primer disco titulado: Reclamando Nuestro Espacio. El debut resultó ser un fenómeno musical que conquistó las emisoras radiales hasta alcanzar en seis ocasiones diferentes, el primer lugar del Récord Report con éxitos como «Hoy Aprendí», «No Puedo Ser Tu Amigo» y «Anhelo». Fue el álbum más difundido durante varias semanas en las emisoras de Venezuela y muchos otros países del continente latinoamericano.  Su sonido característico en los vientos (tres trombones y un saxo barítono) marcó un estilo en la salsa venezolana.
En septiembre de 1996, sale a la venta su segunda producción discográfica: Persona Ideal. Lleno de hits, este álbum alcanzó nuevamente el primer lugar de las carteleras y marcó un récord mundial al lograr posicionar todos los temas de un mismo disco en el top 10 de las emisoras salseras. En él se encuentran éxitos como: «Arrepentida», «Clase Social»,«Mi Error», «Celos Y Distancia», «Horas Lindas» y «Persona Ideal», convirtiéndose este último en el primer videoclip de la orquesta.
Cabe destacar que este álbum contó con una reedición lanzada en 1997, donde se regrabaron todos sus temas, en las voces de los integrantes de la segunda generación, excepto "Frente A Mi Ventana".
"La Misma Pluma", un álbum que generó canciones icónicas (“Llámame”, “Si Te Marchas”, “Confesiones”, “Corazón Corazón”, “Amantes Discretos”); dos videoclips (“Me Negó” y “Huellas”) y el sencillo: “Jugando A Ganar”, fue lanzado en mayo de 1998 y convirtió a la agrupación en protagonistas de la exitosa miniserie del mismo nombre. De la mano de Vladimir Pérez, compositor del sencillo y productor del canal televisivo “Venevisión”, la miniserie fue transmitida con gran éxito no sólo en Venezuela sino en varios países de América Latina: Perú, Chile, Colombia, entre otros. Esta canción se mantuvo durante seis semanas en los primeros lugares de las emisoras del país.
En 1999, Los Adolescent's se posiciona en los primeros lugares de la salsa mundial y decide reeditar sus hits más reconocidos en las voces de sus nuevos integrantes. De esta manera sale a la venta el álbum "Millenium Hits", que incluye el tema inédito "Fanático".
Durante muchos años, Adolescent's Orquesta combinó los lanzamientos de discos con la realización de giras, recorriendo el mundo y visitando países tales como: Colombia, Chile, Perú, Ecuador, México, Costa Rica, Países Bajos, Argentina, Bélgica, Italia, Suiza, Alemania, Japón, Estados Unidos, entre otros. En uno de sus viajes, la orquesta tuvo la dicha de cantar y compartir con el hoy Santo Papa Juan Pablo II, en el evento religioso que convocó a dos millones quinientas mil personas en las afueras de la Universidad de Bergata: "El Jubileo 2000".
Cuatro continentes han disfrutado del sabor y el seductor swing desbordado por Adolescent's Orquesta, una agrupación musical que ha roto esquemas cautivando a la audiencia mundial y superado las barreras del idioma, géneros y edades. Por esta razón, el público ha convertido a la agrupación en la máxima representación juvenil en el género de la salsa venezolana, con una notable proyección internacional.
Desde sus inicios, la orquesta ha sido galardonada en incontables ocasiones: Premio "Mara de Oro"; Premio "Meridiano de Oro"; Premio "Estrella de Oro" (otorgado en New York con el mérito Orquesta Revelación, años 1995 y 1997); premio "A.C.E" (entregado por la Asociación de Cronistas del Espectáculo de Nueva York); nominación al "Premio Lo Nuestro"; Premio Globo de Oro" (categoría tropical/salsa), entre otros.
La orquesta ha sido ganadora de distinciones como "Premio Mara de Oro", "Premio Meridiano de Oro", "Estrella de Oro" otorgado en Nueva York como "Orquesta revelación del año" durante los años 1996 - 1997 y además de los premios A.C.E entregado por la Asociación de Cronistas del Espectáculo de Nueva York. Cuenta además con una nominación a Premios Lo Nuestro y el premio Globo de Oro en la categoría "tropical-salsa".

## Historia

### Inicios y primera generación (1994-1996)
En 1994, Porfi Baloa en búsqueda de una disquera y producción para su proyecto musical, encuentra a Luis Francisco Mendoza en Colombia. Baloa, quien llevaba consigo demos de sus temas en un walkman, le presenta los temas a Mendoza, y éste cita a él y su orquesta en una presentación en vivo en su estudio de grabación: Korta Records. Al escuchar los temas, Luis Francisco se asocia con Porfi Baloa, repartiendo actividades de la siguiente manera: Mendoza se encargaba de lo económico, disquera, producción y publicidad, mientras que Baloa se encargaba de todo el ámbito musical. El origen del nombre nace de la juventud que tenían sus integrantes, Porfi Baloa menciona que eran llamados "Salserín" (orquesta que traicionó y defraudó previamente a Porfi), pero él, al ver que eran adolescentes y no niños, decide poner Adolescent's Orquesta, ya que según señaló: "apuntaba al éxito internacional". 
A finales de 1994, la orquesta lanzó su primer álbum "Reclamando Nuestro Espacio" que contiene canciones como "Anhelo", "Hoy Aprendí" (inspirada en la canción “Voce Errou Mais De Que Eu” del brasileño Beto Barbosa), "No Puedo Ser Tu Amigo", entre otros y que se convirtió en un éxito musical unas semanas después de su lanzamiento, logrando llevar el tema promocional "Anhelo" al primer lugar en el Informe de registro, que durante varias semanas fue el tema más transmitido en las estaciones de radio de Venezuela. Este disco cuenta con las voces de: Wilmer Lozano, Williams Lozano, Charly Villegas y Armando Guiñán.
Más tarde, en septiembre de 1996 sale a la venta "Persona Ideal" , la segunda producción donde se encontraron canciones como "Arrepentida", "Clase Social", "Mi Error", "Celos Y Distancia", "Horas Lindas ", y más. Vale la pena señalar que esta producción marca un récord en la historia discográfica de Venezuela ya que todas las canciones contenidas en ella alcanzaron el primer lugar en las vallas publicitarias nacionales.

### Segunda generación y éxito internacional (1998-2004)
A inicios de 1997 los integrantes, en búsqueda de mejores ingresos, negocian una renovación para continuar con la orquesta, el problema fue que ni Luis Francisco Mendoza ni Porfi Baloa llegaron a un acuerdo y es así como casi todos los primeros integrantes dejan la agrupación para formar "Pasión Juvenil" (el único que permaneció por cuestiones de contrato fue el vocalista y percusionista Charly Villegas). Es así como ingresan nuevos músicos, quienes habían sido gestionados por Mendoza, siendo el más resaltante César Monges (ex trombonista del Grupo Niche). Mientras que en la parte vocal se sumarían: Sócrates Cariaco, Juan Carlos Lobo y Jesús Alberto Ochoa. El primer gran obstáculo que tuvieron fue que se presentaban con las voces de los exvocalistas, ya que el álbum tenía meses de recién lanzado y el público se había memorizado todos los temas y claramente identificaban las voces. Por lo que debido a exigencias de los exintegrantes, Luis Francisco Mendoza tiene como iniciativa regrabar todo el disco "Persona Ideal" con los miembros actuales. Es aquí donde ingresa a la orquesta un joven Néstor Rivero como cuarta voz, ante la partida de Charly con sus excompañeros.
En 1998, Adolescent's Orquesta se aventuró en el mundo de la actuación y de la mano con el lanzamiento de la tercera producción llamada: "La Misma Pluma", hicieron la exitosa serie "Jugando A Ganar", que se transmitió con gran éxito no solo en Venezuela sino en varios países de América como: Perú, Chile, Colombia, entre otros.
Al año siguiente, Jesús Alberto Ochoa deja el grupo. Tiempo después entra en su lugar Everson Hernández. A principios de 2001, también sale Juan Carlos Lobo, y posteriormente llegaría Armando Davalillo. 

### Tercera Generación (2005-2015)
Cuando Luis Francisco Mendoza tuvo diferencias con Porfí Baloa, el compositor y pianista salió del grupo para conformar "Porfi Baloa y sus Adolescentes". Previamente, habían salido  Néstor Rivero y Sócrates Cariaco, quien luego conformó "Proyecto A". En ese momento, Mendoza encargó la dirección musical al bajista Arnaldo Quintero y buscó a Oscar Arriaga y Ángel Delgado, nuevos cantantes que llegaron a acompañar nuevamente a Néstor y Jesús Alberto, quienes regresaron a la orquesta, ya bajo la dirección principal de Mendoza. Posteriormente, salió en definitivo Néstor Rivero y entró Mark Meléndez. Esta generación grabó el álbum de estudio "Indestructible", lanzado en 2015.

### Cuarta Generación (2015-2020)
En 2015 aún estaban Jesús Alberto y Mark Meléndez, pero salieron Armando Davalillo y Oscar Arriaga y entraron al grupo, Renzo Romero y Leonardo Leal. Esta delantera grabó el video de "se fue Adiós". Posteriormente, salieron Jesús Alberto y Mark y entraron Luis Medina, quien estuvo poco tiempo, Ronald Gómez como cuarta voz y Joseph Palacios como quinta voz. Esta generación permaneció hasta 2020 cuando los vocalistas y el bajista y director musical Arnaldo Quintero decidieron dejar Adolescentes para conformar juntos, "Los Embajadores de la Salsa y Carlos Mendoza", uno de los hijos de Luis Francisco "el negro" Mendoza, tomó el manejo de la nueva agrupación.

### Quinta Generación (2021-Actualmente)
En abril de 2021 se presentó al público la nueva delantera de Adolescent's Orquesta, un concepto renovado al conformarse con vocalistas de cinco países. Álex Quintero de Venezuela, Ernesto Cabrera de Cuba, Jonathan Martínez de Colombia, Rodrigo Silva de Chile y Jimmy Rodríguez de México quien participó en el Reality de The Voice. Este último salió en 2024 para hacer su carrera como "el salsero mexicano", por lo que ocasionalmente un cantante de Puerto Rico completa la delantera de la agrupación para los shows en vivo.. 
Esta generación ha grabado los sencillos "Resistiré", "Soy Latino" y "Mi Confesión" que se encuentran en su cuenta oficial de plataformas digitales.

## Discografía
| Álbumes de estudio - 1994: Reclamando Nuestro Espacio - 1996: Persona Ideal - 1998: La Misma Pluma - 2001: Ahora Más Que Nunca - 2005: Búscame - 2009: Sellos De Mi ADN - 2015: Indestructible | Álbumes recopilatorios - 1999: Millenium hits | Álbumes en vivo - 2008: Clásicos en vivo |